# Manduria
Manduria (grec Μανδόριος) és un municipi italià, situat a la regió de la Pulla i a la província de Tàrent. L'any 2006 tenia 31.708 habitants. Limita amb els municipis d'Avetrana, Maruggio, Erchie (BR), Francavilla Fontana (BR), Oria (BR), Porto Cesareo (LE) i Sava.

## Administració
| Període | Identitat                 | Partit         |
| ------- | ------------------------- | -------------- |
| 2006-   | Francesco Saverio Massaro | Centreesquerra |